# Hangfoglalás
A Hangfoglalás  évenként megrendezett magyar kiállítás és szemle, ahol hangszer-, hang-, fény-, színpad- és stúdiótechnikai témák szerepelnek.  Közép-Kelet Európa egyik jelentős zenei eseménye, és a térség legrangosabb szakmai kiállítás, ami százezreket szólítva meg, s figyelmüket a zenei nevelés fontosságára irányítva vált generációk számára fogalommá. 2014-től Budapest Music Expo néven működik tovább a Hangfoglalás.

## Célok

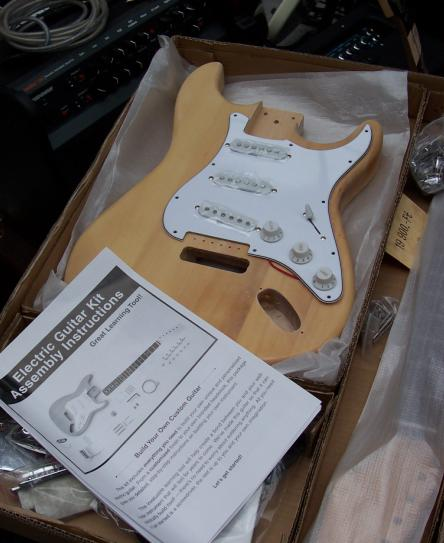
Hangfoglalás 2006:
Házilag összerakható elektromos gitár

A Hangfoglalás elsődleges célja, hogy teret biztosítson az iparág szereplői számára a kapcsolatteremtésre, a bemutatkozásra és a legfontosabb hazai és nemzetközi folyamatok megismerésére. Szintén fontos célkitűzése a kiállításnak, hogy a rendezvény keretében a feltörekvő hazai tehetségek szakmai publikum előtt is bemutathassák tudásukat, s ezáltal az információáramlás a művészek, szervezők, gyártók és forgalmazók szintjén is hatékonyabbá váljon.
Az iparág és az azt körülvevő infrastruktúra fejlettségi szintje általánosságban véve elmarad a hazai produkciók nemzetközileg is mértékadó színvonalától. Mindez végső soron azt eredményezi, hogy a szervezetlenségből és az információáramlás hiányából adódóan rendkívüli módon lecsökken a hazai művészek mozgástere. Az egyik legnagyobb probléma a vidéki és budapesti szcéna közötti hatalmas széttagoltság, amelynek mielőbbi megszüntetése gazdasági és kulturális téren egyaránt indokolt. Nincs meg az elvárható mértékű visszacsatolás a gyártók, a forgalmazók és a művészek között sem. Így fogalmazódott meg ez a hazánkban egyedülálló együttműködés, melyet a Hangszeresek Országos Szövetsége, és a Magyar Zenei Exportiroda közösen indított el, mára pedig a Magyar Színház Technikai Szövetség, a Hangszermíves Céh és a Magyar Hangfelvétel-kiadók Szövetsége is támogat.

## Fejlődések

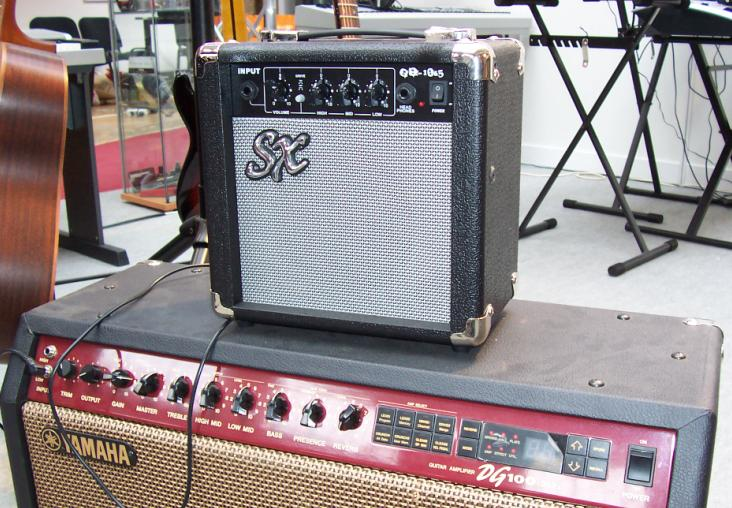
Hangfoglalás 2006:
Egy SX és egy Yamaha DG 100 erősítő

Az első (2006. szeptember 14–16. helyszín: Jövő Háza Központ) és másodízben (2007. október 5–7. helyszín: SYMA Sport- és Rendezvényközpont) megrendezett Hangfoglalás máris számos jelentős eredménnyel dicsekedhet. A rendezvény – számokban is kimutatható eredményein túl – legfontosabb érdeme mindenképp az, hogy ilyen koncentrált figyelmet még soha nem kapott, és ilyen egységes erőt még soha nem vonultatott fel hazánkban a hangszeres és hangtechnikai szakma, és a hazai szervezők, kiadók, klubosok, rádiósok, és impresszáriók köre. A rendezvény a nemzetközi szakma elismerését is kivívta, ugyanis a fesztivál azon elve, hogy az ott bemutatkozó új színpadtechnikai felszerelések és hangszerek egy showcase fesztivállal közösen kerülnek a nyilvánosság elé, eleddig páratlan példa.
A 2007 őszén második alkalommal megvalósult rendezvény szinte egyedülálló módon hozta össze a hazai és nemzetközi zenei élet résztvevőit, a hangszer, hang, fény, színpad és stúdiótechnikai berendezések forgalmazóit, hangszerkészítőket, a programszervezőket, impresszáriókat, a média képviselőit, a zenészeket és a közönséget.

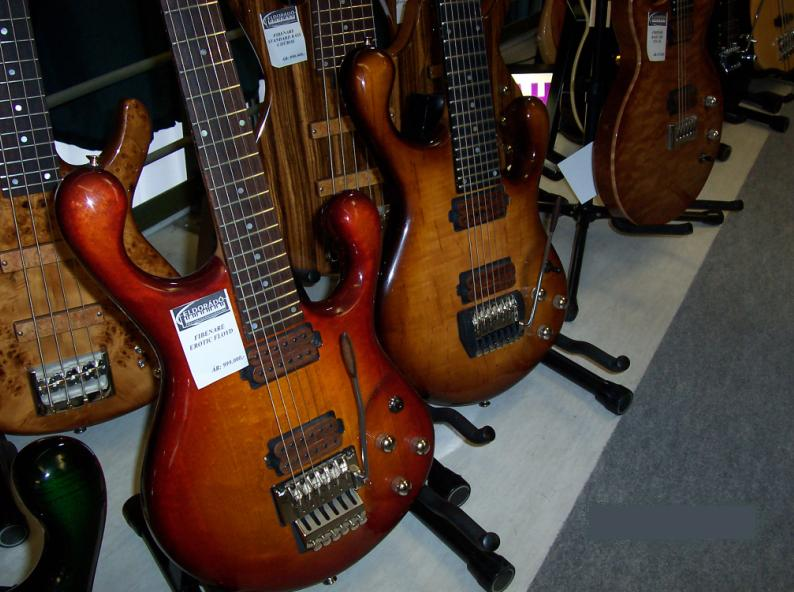
Hangfoglalás 2006:
Az első sorban Fibenare Erotic Floyd típusú elektromos gitárok, a hátsóban pedig Fibenare basszusgitárok

A növekedés mértéke igen látványos a 2006-os évhez képest, hiszen a 75 kiállító, a 7 000 m2-es kiállítási területen igazi iparági kiállítássá tette a 2007-es Hangfoglalást, melyen a jövőben minden olyan forgalmazó, hangszerkészítő, programszervező és színpadi ember számára gyakorlatilag kötelező a megjelenés, amelynek fontos szakmája jövője, és ennek a jövőnek a minősége. A három napos ingyenes kiállítás, több mint 20 000 látogatóval dicsekedhet, emellett Magyarország földrajzi helyzetét kihasználva a rendezvény részét képező szakmai konferencián a Kelet- és Nyugat-Európából érkező és a hazai szakemberek lehetőséget kaptak, hogy workshopok formájában együtt dolgozzanak, eszmét cseréljenek.
A hangszerek és a zenészek, bár határozottan kötődnek egymáshoz, ez idáig ritkán mutatkoztak be a szakmának és a nagyközönségnek olyan módon, hogy mind a zenekarok, mind a bemutatásra szánt új prototípusok egy időben, együtt szólaljanak meg. A hangszerkiállítás és zenei szemle keretén belül 3 napon keresztül közel 100 hazai és nemzetközi fellépő és produkció mutatkozott be a szakmának és a nagyközönségnek. A showcase koncertek, Budapest négy klubjában kaptak helyet, (Gödör Klub, West Balkán, Kultea kávézó, Almássy téri Szabadidőközpont) a látogatók száma itt elérte a 40 000 főt.

### Média
A Hangfoglaláshoz csatlakozott az Együtt a Zenéért mozgalom is, mely a legnépszerűbb hazai előadókkal karöltve tartott sikeres közönségtalálkozókat, ahol a zeneletöltés és az illegális másolás ellen indított kampányukat népszerűsítették. A Hangfoglalás soha nem látott médiafigyelmet kapott, amelyből gyakorlatilag lehetetlen lenne felsorolást készíteni, hiszen a hazai televíziós stábok (híradós, kulturális, közéleti és zenei műsorok) folyamatosan forgattak. A nyomtatott média is jelentős felületeken foglalkozott az eseménnyel, mind előzetes, mind pedig beszámolók, értékelések formájában. Az internetes megjelenések pedig igazán káprázatosak voltak, hiszen a keresők százezres nagyságrendben ontották a Hangfoglalás név keresésekor a találatokat.

## Galéria

Hangfoglalás 2006
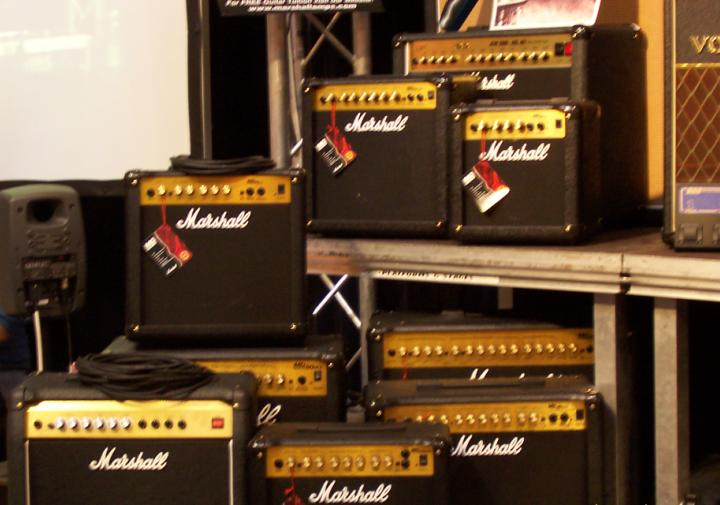
Marshall erősítő-család
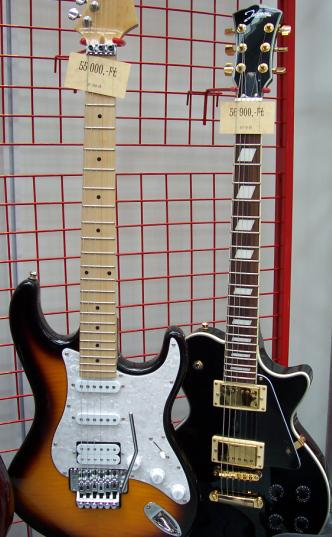
Johnson márkájú elektromos gitárok
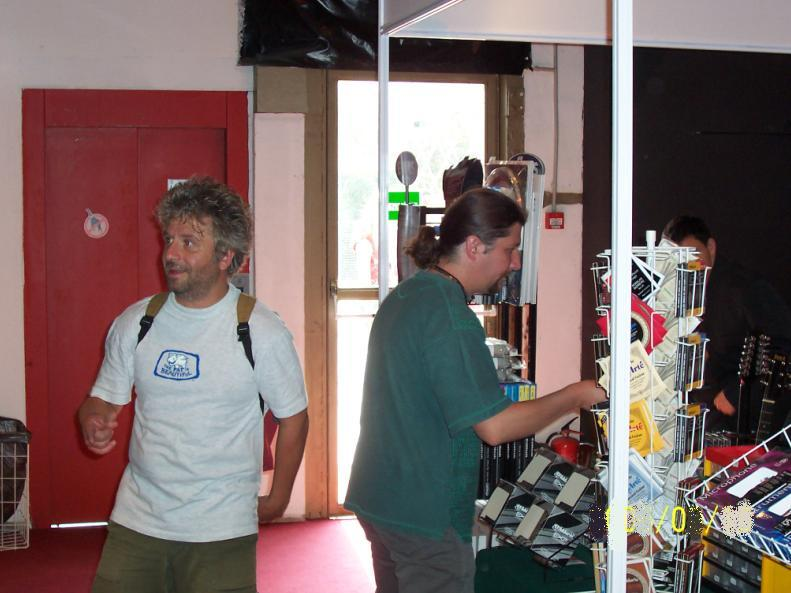
Hárs Viktor (bal) és Fehér Géza (jobb) is tiszteletét tette a kiállításon
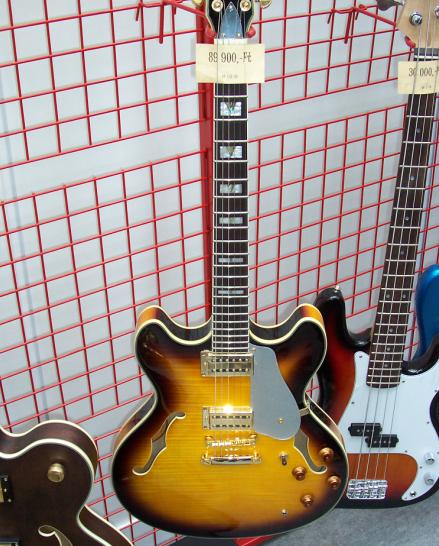
Egy jazzgitár és egy basszusgitár
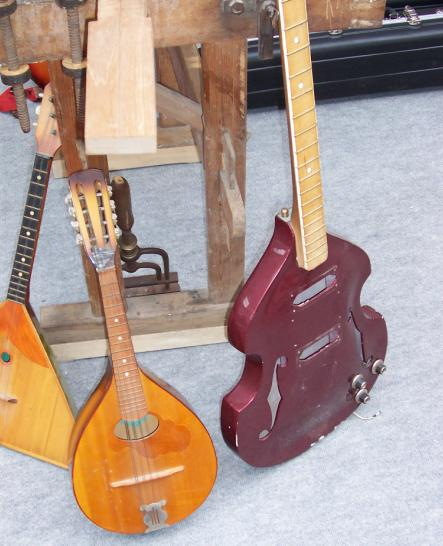
Balról jobbra: egy balalajka, egy mandolin és egy régi húr nélküli jazzgitár
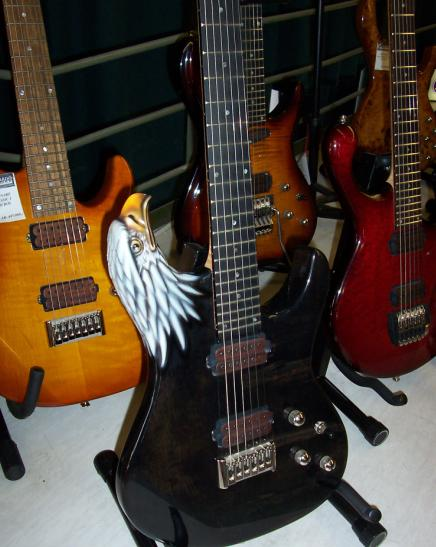
Egy Fibenare márkájú gitár
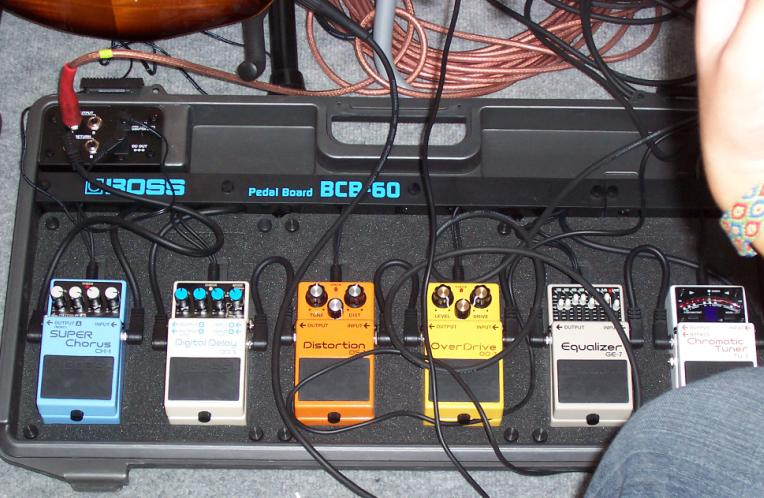
Hat Boss pedál összekötve, amelyeket bárki kipróbálhat a kiállításon
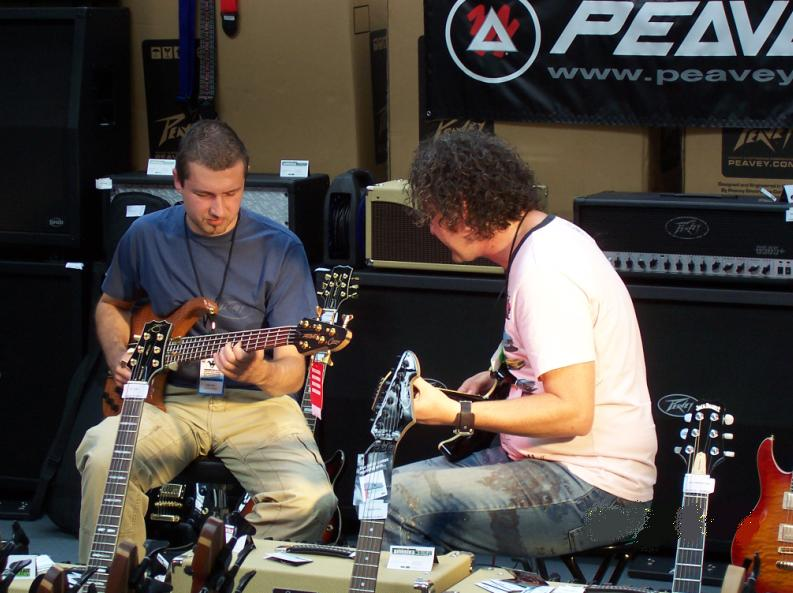
Gyakran látni a kiállításon különböző jam-eléseket, mint például ez is, ahol Madarász Gábor játszik a szóló gitáron (Video #1, Video #2)

Hangfoglalás 2008
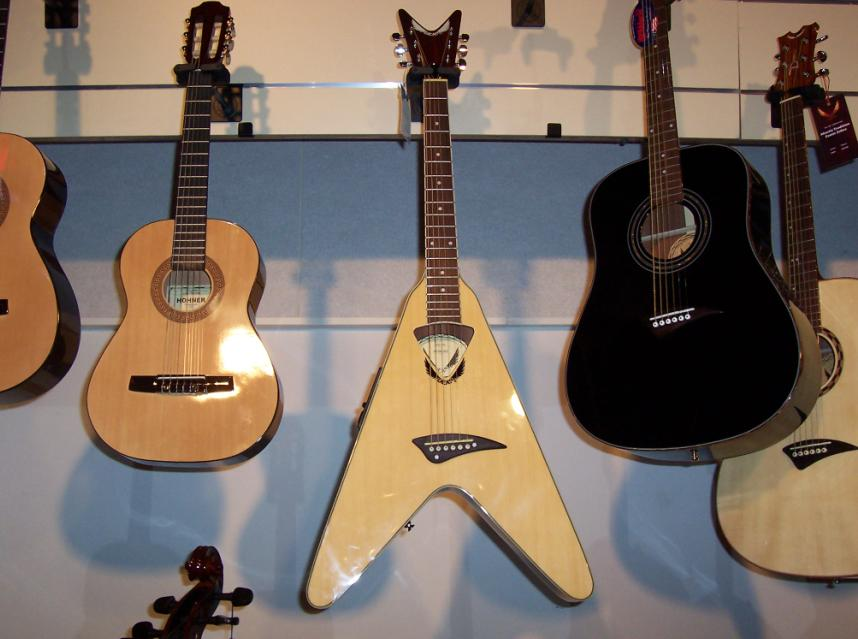
Egy Dean márkájú akusztikus gitár Flying V formában a Cemid Kft. forgalmazásában
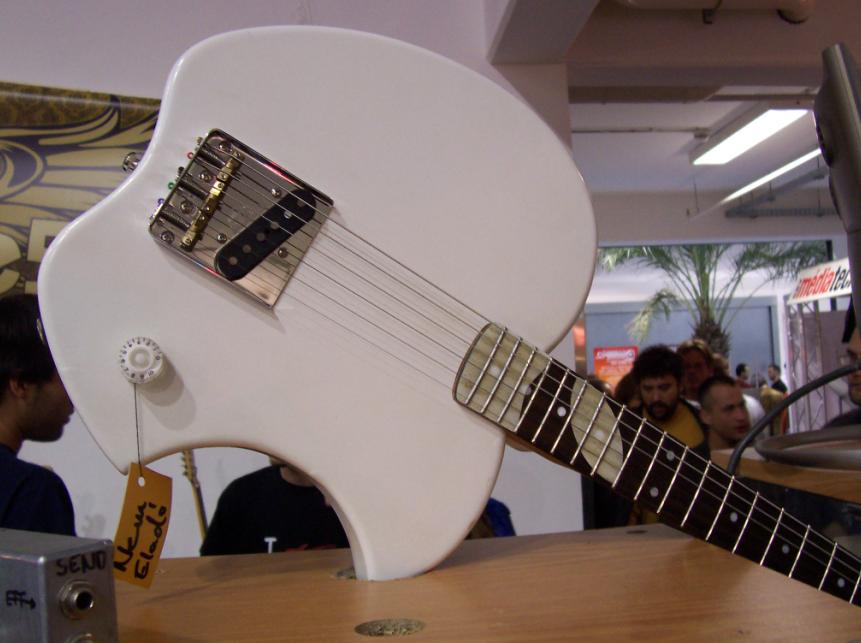
A Vintage '52 nevű bolt[4] által készített gitár, amely az Apple cég logója alapján készült
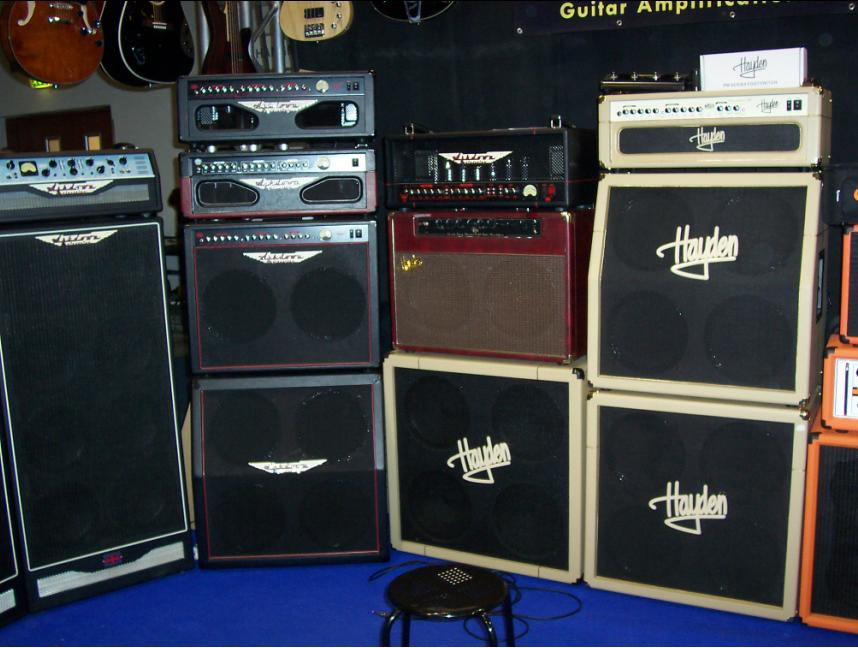
Ashdown és Hayden erősítők a Fejes Ker. Kft. standjánál
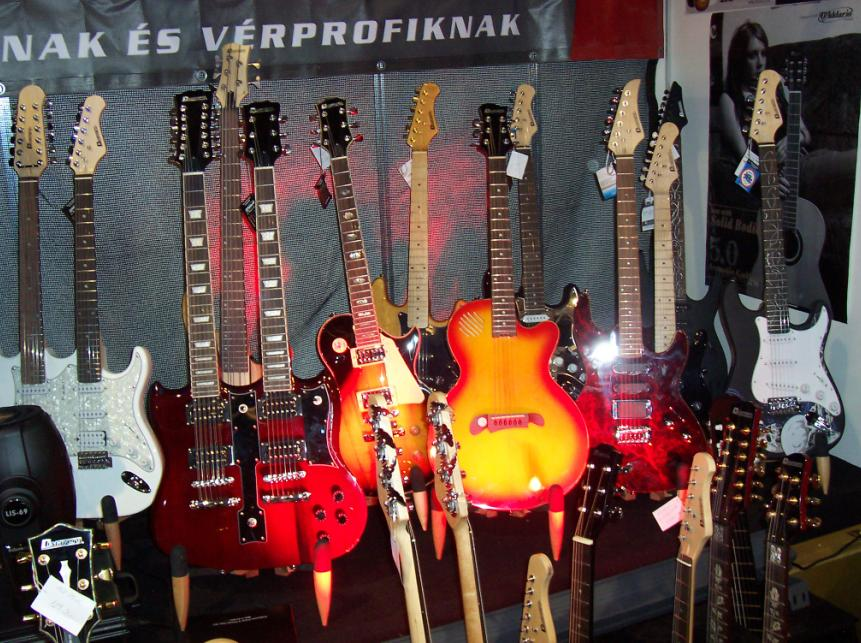
Dimavery márkájú gitárok stratocaster, Les Paul és kétnyakú kivitelezésekben
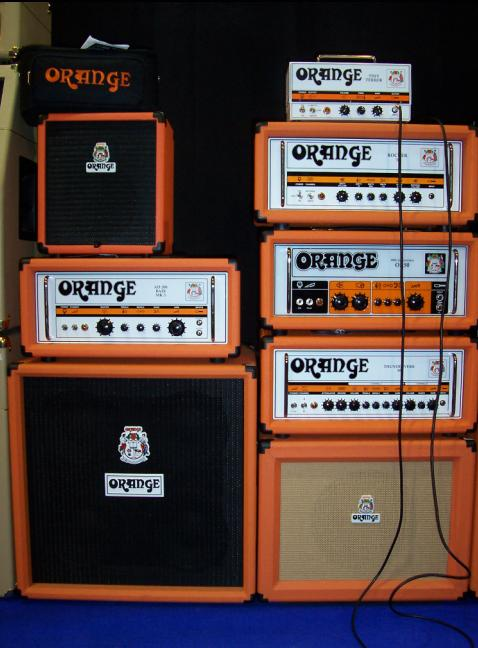
Orange hangfalak és erősítők a Fejes Ker. Kft. standjánál
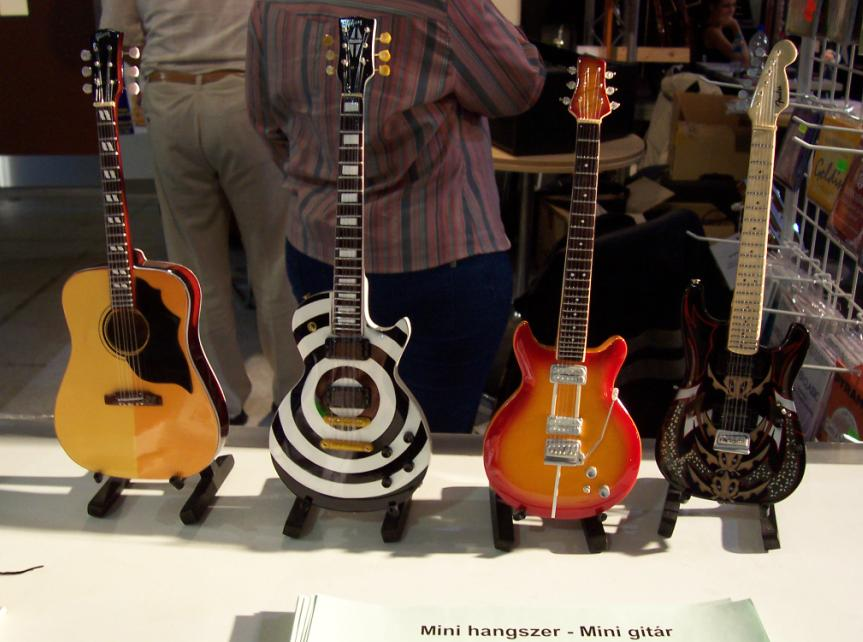
A Segovia Gitárszaküzlet által is forgalmazott mini gitárok[6] Fender és Gibson márkákba öntve
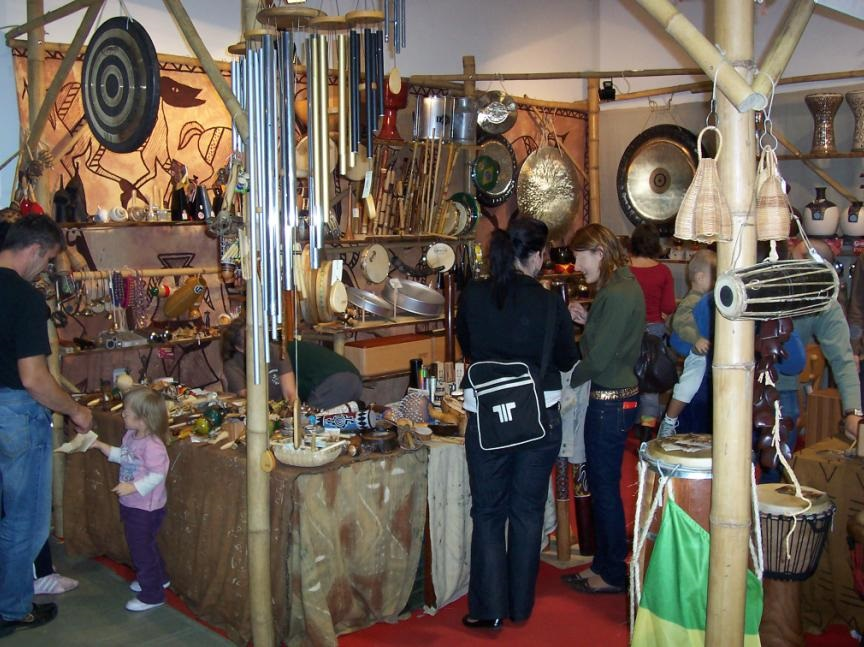
Az Ethnosound nevű bolt kongái

### Cikkek
- Magyar Narancs.hu Archiválva 2007. október 15-i dátummal a Wayback Machine-ben - "Diszharmónia (Hangfoglalás)" - 2006. szeptember
- Gitárhangtechnika.hu Archiválva 2007. október 15-i dátummal a Wayback Machine-ben - "Beszámoló a Hangfoglalásról" - 2006. szeptember
- Est.hu - "Itt az idő, hogy állást foglaljunk a zene mellett!" - 2006. szeptember 9.
- Zenész.info #1[halott link] - 2006 szeptember 27.
- Zenész.info #2 - 2006. október 8.
- Népszabadság Online - "Hangfoglalás, avagy aki zenél, az boldogabb ember" - 2006. szeptember 11.
- Gramofon.hu Archiválva 2007. december 11-i dátummal a Wayback Machine-ben - 2007. szeptember 25.
- FigyelőNet.hu - "A régió könnyűzenei központja lehetünk" - 2007. október 2.
- Hangfoglalás másodszorra Origo.hu - 2007. október 2.

### Videok
- Hangszerbemutató
- Live at Kultea The Unbending Trees
- Zenélés #1
- Zenélés #2